# Aeci (bisbe de Barcelona)
|  | Aquest article tracta sobre el bisbe de Barcelona dels segles x-xi. Si cerqueu el mític bisbe de Barcelona del segle i, vegeu «Víctor i Eci de Barcelona». |

Aeci (? - 1 de setembre de 1010) fou bisbe de Barcelona durant el tombant dels segles x i xi. Diago situa la seva elecció a principis del 995 poc després de la mort del seu predecessor Vives.
El 9 de juny de 996 ja consta Aeci en una permuta de terres a Montjuïc entre el bisbe i capítol de Barcelona i un tal Rogiato i la seva muller Guinildille que tenien unes vinyes properes. Aquesta permuta fou complementada amb dues monedes d'or per part de l'Església. El setembre d'aquell any permutà un alou amb els seus delmes, primícies i tributs amb Enego Sinderedi al terme de Cervelló (Cirvilione) per un altre al territori de Barcelona. Una dona anomenada Matrona feu donació a l'església de Sant Miquel pertanyent a la seu, la seva casa, hort i terres i cinc modiatas de vinya a la Magòria el 18 d'agost de 1002, deixant-lo en usdefruit pagant delme mentre visqués. Tornaren els exèrcits del Califat de Còrdova durant la ràtzia de 1003 assolant les terres del comtat de Barcelona, assolant a Vilafranca del Penedès i la Torre de Granada pertanyent al domini del bisbe en territori d'Olèrdola. Amb la intenció de restaura-la després de la ràtzia, hagué de vendre una casa de Barcelona a Guitardo Griego per a fer front a les despeses de la seva restauració.
El 1006 els comtes Ramon Borrell i Ermessenda confirmaren la donació feta per Guitard, un familiar dels comtes, que donà a l'església de Barcelona i la de Sant Miquel intramurs, el castro Barberano. El 28 de maig de 1009 el bisbe Aeci i el Comte Ramon Borrell donaren llicència per a la venda d'alguns béns que posseïa el monestir de Sant Pere de les Puel·les, per tal de fer reformes a la seva església. Intervingué en les vendes l'ardiaca Deodat que succeí en la seu barcelonina més tard. La casa dels canonges havien estat destruïdes o danyades seriosament per les ràtzies dels moros. Succeí llavors que morí un mercader anomenat Robert que deixà un testament al canonge Bonucio. Obtingueren els canonges l'aprovació del Comte Ramon i la Comtessa Ermessenda per a destinar aquell llegat a la reforma de la Casa dels Canonges, afegint-hi els comtes una donació en metàl·lic i un decret pel qual podrien a partir de llavors els canonges triar entre ells abat i preveres.
El 1010 el comte Ramon organitzà una expedició contra el Califat de Còrdova, en la que participaren diversos comtes i bisbes entre ells Aeci i Odó de Girona. En aquesta expedició perderen la vida aquests dos bisbes i el Comte Comte Ermengol d'Urgell en un combat l'1 de setembre del 1010.